# Rune Backlund (politiker)
Rune David Torsten Backlund, född 16 december 1951 i Visingsö församling, Jönköpings län, är en svensk politiker (centerpartist), som för närvarande är regionråd för Centerpartiet i region Jönköpings län. Han var riksdagsledamot för Jönköpings läns valkrets 1982–1995.

## Bakgrund
Backlund föddes 1951 på Visingsö som son till lantbrukarna David och Thea Backlund. Han engagerade sig tidigt i Centerpartiets ungdomsförbunds (CUF) avdelning på Visingsö, och i kretsen i Jönköpings kommun. 1971–1974 var Backlund ombudsman för CUF-kretsen i Södra Vätterbygden (Jönköpings kommun), och mellan 1970 och 1974 satt han i styrelsen för CUF:s distrikt i Jönköpings län. 1974–1982 var han ombudsman för Centerpartiets distrikt i Jönköpings län.

## Politisk karriär
1982 valdes Backlund in i riksdagen för Jönköpings läns valkrets, där han kom att sitta fram till och med 1995. Under den här tiden var han ledamot och ersättare i bland annat socialförsäkrings-, kultur- och lagutskotten. I partiet var han ledamot i Centerpartiets invandrarpolitiska kommitté (där han var vice ordförande 1983–1986 och ordförande 1987–1991), och under de sista åren i riksdagen var han ordförande i riksdagsgruppens sociala kommitté.
Mellan 1974 och 1982 var Backlund även fullmäktigeledamot av Jönköpings kommun. Sedan 2007 har han varit ledamot av Jönköpings läns landsting, och har varit landstingsråd och sedermera regionråd sedan dess. I sitt uppdrag i landsting och region har han varit ledamot i landstingsstyrelsen, planeringsdelegation, regionsjukvårdsnämnd och ordförande i regionala utvecklingsdelegationen 2011–2014. Dessutom regionfullmäktige 2015–, regionråd 2015– och ordförande i nämnden för trafik, infrastruktur och miljö (TIM) 2015–.

## Övriga uppdrag
Utöver sina politiska uppdrag har Backlund varit rektor på Braheskolan-Visingsö Folkhögskola (1995–2002), enhetschef på Statens jordbruksverk (2002–2007) samt egenföretagare (delägare lanthandel). Han har också innehaft en rad styrelseuppdrag i statliga verk och andra organ: Statens invandrarverk, Centrala arbetslivsfonden, Skattemyndgheten i Jönköpings län, Stigby yrkesskola och Utlänningsnämnden. Idag är han ledamot i Hälso- och sjukvårdens ansvarsnämnd.
Dessutom har han varit utredare och ledamot i ett antal statliga offentliga utredningar(SOU) Invandrarpolitiska kommittén 1982–1984), Studiemedelskommittittén 1985–1987, kommittén för översyn av terroristbestämmelserna i utlänningslagstiftningen 1988–1990, kommittén för översyn av instansordningen i utlänningsärenden 1989–1990, merkostnadskommittén 1990–1992, kommittén om översyn av invandrarpolitiken  samt invandrings- och flyktingpolitiken 1993–1995, Studiestödskommittén 1995–1997. Särskild utredare om verkställighet av beslut om avvisning och utvisning 1994–1995. Utredning om arbetsskadeförsäkringen 1992.